# Koropský rajón
Koropský rajón (ukrajinsky Коропський район) byl rajón v Černihivské oblasti na Ukrajině. Hlavním městem byl Korop a rajón měl přibližně 22 tisíc obyvatel. 

## Sídla v rajónu
- Korop
- Ponornycja